# Six Flags
Six Flags („Šest vlajek“) je největší řetězec zábavních parků na světě. Sídlo firmy je v New Yorku. Provozují 30 zábavních a vodních parků, 24 z nich nese název „Six Flags“. První zábavní park této společnosti, Six Flags Over Texas, byl postaven v Arlingtonu v Texasu (USA), na půli cesty mezi městy Fort Worth a Dallas.
Název firmy pochází ze šesti vlajek (angl. „flag“), které vlály v Texasu během jeho historie (vlajky symbolizují státy: Španělsko, Francie, Mexiko, Republika Texas, Spojené státy americké a Konfederace států Ameriky). V roce 2006 oslavila společnost výročí 45 let od otevření svého prvního parku, Six flags over Texas.
Součástí zábavních parků bývají také vodní parky Hurricane Harbor.
Dne 13. června 2009 firma požádala o insolvenční ochranu před věřiteli.

## Současné parky

### Zábavní parky
- Six Flags America (Largo, Maryland)
- Six Flags Darien Lake (Darien, New York)*
- Six Flags Great Adventure (Jackson, New Jersey)
- Six Flags Great America (Gurnee, Illinois)
- The Great Escape & Splashwater Kingdom (Lake George, New York)
- Six Flags Elitch Gardens (Denver, Colorado)*
- Wild Waves and Enchanted Village (Federal Way, Washington)*
- Six Flags Fiesta Texas (San Antonio, Texas)
- Frontier City (Oklahoma City, Oklahoma)*
- Six Flags Over Georgia (Austell, Georgie)
- Six Flags Kentucky Kingdom (Louisville, Kentucky)
- La Ronde (Montréal, Québec, Kanada)
- Six Flags Magic Mountain (Valencia, Kalifornie)*
- Six Flags Marine World (Vallejo, Kalifornie)
- Six Flags Mexico (Ciudad de México, Mexiko)
- Six Flags New England (Agawam, Massachusetts)
- Six Flags St. Louis (Eureka, Missouri)
- Six Flags Over Texas (Arlington, Texas)
- Six Flags Hayian (Hayian, Čína)
- Six Flags Dubai (Dubaj, Spojené arabské emiráty)

### Vodní parky
- Six Flags Hurricane Harbor (Arlington, Texas)
- Six Flags Hurricane Harbor (Six Flags America)
- Six Flags Hurricane Harbor (Six Flags Great America)
- Six Flags Hurricane Harbor (Jackson, New Jersey)
- Six Flags Hurricane Harbor (Six Flags St. Louis)
- Six Flags Hurricane Harbor (Valencia, Kalifornie)*
- Six Flags Hurricane Harbor (Six Flags New England)
- Six Flags Hurricane Harbor (Six Flags Kentucky Kingdom)
- Island Kingdom (Six Flags Elitch Gardens)*
- Six Flags Splashtown (Houston, Texas)*
- Splashwater Kingdom (The Great Escape)
- Water Park (Six Flags Darien Lake)
- Six Flags Waterworld (Concord) (Concord, Kalifornie)*
- Six Flags Waterworld (Sacramento) (Sacramento, Kalifornie)
- Six Flags White Water (Marietta, Georgie)
- White Water Bay (Oklahoma City, Oklahoma)*
- White Water Bay (Six Flags Fiesta Texas)
- Wild Waves and Enchanted Village (Wild Waves and Enchanted Village)*
- Wyandot Lake (Columbus, Ohio)*

### Zvířecí parky
- Six Flags Marine World (Vallejo, Kalifornie)
- Six Flags Wild Safari (Jackson, New Jersey)

### Ostatní
- American Adventures (Marietta, Georgie)

Poznámky: Pokud má vodní park stejný název, jako zábavní park, znamená to, že vstupné je do vodního parku je zahrnuto v ceně parku zábavního.
(*) Park je na prodej/zavírá se

## Dřívější parky
- Six Flags Astroworld Houston, Texas Zavřeno: 2005
- Six Flags Atlantis (Hollywood, Florida) Prodáno: 1989
- Six Flags AutoWorld (Flint, Michigan) Zavřeno: 1985
- Six Flags Belgium (Brusel, Belgie) Prodáno: 2004
- Bellewaerde (Ypry, Belgie) Prodáno: 2004
- Six Flags Holland (Dronten, Nizozemsko) Prodáno: 2004
- Six Flags Power Plant (Baltimore, Maryland) Zavřeno: 1989
- Movie Park Germany (Bottrop, Německo) Prodáno: 2004
- Six Flags New Orleans New Orleans, Louisiana Předpokládané vypršení smlouvy: 2006
- Six Flags Worlds of Adventure (Aurora, Ohio) Prodáno: 2004
- Walibi Aquitaine (Bordeaux, Francie) Prodáno: 2004
- Walibi Lorraine (Mety, Francie) Prodáno: 2004
- Walibi Rhône-Alpes (Lyon, Francie) Prodáno: 2004